# Børge Christiansen
Børge Christiansen (født 1945 på Frederiksberg, død 30. maj 2023 i København) var en dansk, surrealistisk inspireret billedkunstner, poet og samler.

## Baggrund og uddannelse
Børge Christiansen voksede op i et politisk engageret arbejderhjem på Nørrebro. Faderen døde tidligt, og Børge Christiansen forblev nært knyttet til sin bror, kok Egon Christiansen og til sin livskraftige mor, Frimanda, der arbejdede som rengøringsassistent for det bedre borgerskab. 
Dårlig hørelse, medfødte læsevanskeligheder og hans forholdsvis lille skikkelse gjorde skoletiden til en modstandskamp, som skærpede selvstændigheden, og styrkede tegneglæden og lysten til at udtrykke sig visuelt.
Som helt ung lykkedes det lige akkurat for Børge Christiansen at komme ind på Kunstakademiet. Han var udfordret på koncentrationen, for der var både en uddannelse som silketrykker (serigraf) og en udstilling i Kunstnergården på Nørrebro, som han var travlt optaget af, så det kneb at få de obligatoriske modeltegninger færdige. Men gode fortalere fik ham ind. En årrække gik han hos Richard Mortensen, samt Søren Hjorth Nielsen, Palle Nielsen, Dan Sterup-Hansen og Gottfred Eickhoff fra 1964 til 1971. 

### Uddannelse
- 1960-1964 Uddannet som silketrykker / serigraf
- 1963-1964 Undervisning på maler og billedhugger Professor Erling Frederiksens Skole.
- 1963-1964 Tegnede på Statens Museum for Kunst til oplæg.
- 1964-1971 Det Kongelige Akademi for skønne Kunster. Gik her 7 år hos professor Richard Mortensen, som kerede sig ekstraordinært om sine elever og inviterede dem ud på flere internationale udstillinger.
- 1965-1967 Tegnede model hos professor Søren Hjorth Nielsen.
- 1967-1968 Arbejdede på Grafisk Skole hos professor Palle Nielsen og hos professor Dan Sterup-Hansens skole for mur- og rumkunst.
- 1969-1970 Fulgte billedhuggerskolen hos Professor Gottfred Eickhoff.

## Kunstnerisk ståsted
Surrealismen var Børge Christiansens ståsted og i 1968 fik han efter sigende et kortere, men betydningsfuldt studieophold hos surrealisten Max Ernst i Berlin, hvor han boede hos kunstneren i 14 dage. 
Børge Christiansen debuterede på Charlottenborgs Forårsudstilling i 1966. Han udstillede sammen med Eleverne på Richard Mortensens skole i England, Skotland, Belgien, Norge, Sverige, Finland og USA. Var i 1966 med som gæst hos i kunstnersammenslutningen Surrealisterne, i dag under navnet CIRRUS, som han blev medlem af og udstillede sammen med fra 1978 frem til sin død.
Børge Christiansen skrev syrede digte og surrealistiske katalogtekster, influeret af en interesse for psykoanalyse, bevidsthed-underbevidsthed, drømme, psykedelisk Opart og Popart, samt kollegiale samtaler om surrealismens metafysiske aspekter. Han modtog flere legater, bl.a. Heerup-legatet i 1975. - Henry Heerup som CoBrA-kunstner, nærede han en vis beundring for og delte et tydeligt, kunstnerisk slægtskab med. De var begge Nørrebro-drenge, med alt hvad det indebar, og begge havde de hang til finurlige fund af alskens skrammel, der fik nyt liv i deres hænder. 

## Værk
Børge Christiansen arbejdede med pop-art lignende effekter, ofte som ramme omkring en poetisk verden med sol, måne, stjerner, fugle og kvindeskikkelser. Der var stærke farver, fest og lystighed, humor og alvor – især i de senere collagemalerier har cirklen og trekanten optrådt som symboler på liv og bevidstheder.
Børge Christiansen skabte sine surrealistisk inspirerede malerier, malericollager og skulpturcollager i overkommelige størrelser af alverdens former for materialer, som han sammensatte med en umiddelbar fantasi og fuldstændig gennemtænkt bevidsthed. Værkernes enkelte dele var nøje udvalgt. Nogle af dem arbejdede han på og ledte efter elementer til i flere år, for det tog tid at få fundet nøjagtig de elementer, der fra starten var tænkt ind. 
Derfor fik hans bolig i årenes løb karakter af et raritetskabinet, for han samlede på alverdens genstande fra gebisser, etnografika, masker, figurer og perlekæder til tændstikæsker, værktøj, køkkengrej, cirkusrekvisitter, og dertil arvede han sin brors samling af keramik. Industrielle frembringelser interesserede ham, såsom nøgler, dåser, el-artikler, møbelstumper, med mere. 
Han havde godt styr på form og funktion og genstandenes herkomst, og alting havde sin bestemte plads. De mange fund transformerede han til farverige, skulpturelle assemblager og skabte, i moderne forstand, bæredygtige værker.
Et gennemgående træk var monteringen af elementerne. Børge Christiansen udviklede en metode, hvor han syede omkring genstande med en form for voksbehandlet snor, der kendes fra lædersyning af fx bælter og skoletasker. Dermed holdt han sammen på sindrige konstruktioner, som let kunne knække, hvis de blot var limet. Andre elementer kunne hænge frit i snorene, der snoede sig efter kunstnerens ønske.
Farve- og udtryksmæssigt var Børge Christiansen påvirket af Richard Mortensens gestalt- og farveteorier samt af Paul Klee og Henry Heerup. Han arbejdede fortrinsvis i grundfarverne, rød, blå, gul, hvid, sort og grøn, og formede kombinationer af opart-lignende mønstre, striber og tern.  Dertil skal lægges elementernes egne, naturlige farver, fx gråhvidt marmor, som han fik til at spille med i kompositionen, ligesom Heerup gjorde det i sine skraldeskulpturer.

## Poesien
Fra 1969 kendes udgivelsen - Vi står på vore åbne ansigter, 22 tegninger og et digt af kunstneren, 1969.
Gennem hele karrieren har Børge Christiansen ufortrødent skrevet, meget omhyggeligt, både lyrik og prosatekster, eksempelvis dagbøger, og bag på sine værker har han påført nøjagtige data om deres tilblivelse.  
Titlerne rummer fingerpeg i retning af kunstnerens drømmeagtige visioner - fx: 
- NATUR VISIONER – GRØN FORM = VED HAVET SES DEN SORTE FULDMÅNE.
- Ham, der søger på bunden af Samvittigheden, 
- Psyken der forvandler sig til en fugl, etc.

## Biografi
Fra 1972 - 1981 var Børge Christiansen gift med Inge-Marie Stephansen. Ingen børn.
Børge Christiansen var født med en fabelagtig visuel fantasi og fortælleglæde. Hans hukommelse var enestående. 
Unikke perlekæder var et kendetegn i hans påklædning, mange af dem havde han selv komponeret, og hver eneste perle deri bar en historie. Hver eneste genstand i hans samling ejer en historie og Børge Christiansen elskede at dele fakta og associationer med tilhørerne. Til gengæld var det at lytte ikke just nogen spidskompetence. Kendetegnende var den frie kunstnersjæls visionære og stærke vilje.
Fra 1970-erne og resten af livet var Børge Christiansen nær ven af familien Akhøj Ibsen, som var ham en uvurderlig hjælp og støtte i såvel det praktiske kunstnerliv, som dagligliv. Særligt da et skybrud ramte København 2. juli 2011, og oversvømmede hans bolig på Nørrebro, hvorfra han evakueredes i over et år, mens udbedringen stod på. Håndværkere og forsikringsselskab afbrød arbejdet og efterlod det ufærdigt efter mere end et års mangelfuld indsats.
Også under flere sygdomsperioder var han i vennernes gode hænder. På Pizzaria LaVita i Ryesgade 61, København Ø kom han jævnligt og spiste, især i de senere år. Her ses enkelte værker, og der er opsat en mindeplade med kunstnerens navn. Kort før sin død lod han sig interviewe til netmediet KøbenhavnLiv / ØsterbroLiv, hvor han på typisk, humoristisk Børge-manér svarede, at han boede med 500.000 kunstværker - en udtalelse, der ikke skulle tages bogstaveligt, men det blev den. 
Ved mødet med Børge Christiansens originale personlighed og lange, produktive kunstnerliv fristes man til, perifert, at sammenligne med Aarhusianske Ovartaci. Børge Christiansen var myreflittig, utroligt produktiv, og han efterlader en unik kunstnerisk arv og et originalt eftermæle. 
Lykkeligvis er Børge Christiansens ønske om, at hans efterladte værker blot skulle brændes efter hans død, når han ikke mere selv kunne have glæde af dem - ikke blevet efterkommet. Børge Christiansens ven gennem mange år og trofaste assistent, Lars Akhøj Ibsen, har udført et sisyfosarbejde med håndteringen. En del er solgt på auktion. På Janus - Museum for Samtidskunst, tidligere Vestjyllands Kunstmuseum er der taget venligt imod et udsnit af værker og kunstnerens personlige papirer er overdraget til museets arkiv. I 2025 afholdes udstillingen De skæve, de skøre og de virk’li’ sjove, med værker af bl.a. Børge Christiansen, samt workshops, hvor hans arbejdsmåde læres videre.

## Udstillinger
- 1963 De Unge Kunstneres Udstilling” Hovedbiblioteket i Århus,  Kunstnergården, Nørrebrogade, ved Stefanskirken, 1963, 1964
- 1964 Kirsebærhavens Skole i Valby. Medstifter af Den Flexible samt udstilling på Charlottenborg i København, 1964, 1965
- 1966 Forårsudstillingen Charlottenborg 1966, 1967, 1970, 1971 Gæst på Surrealisternes udstilling på Charlottenborg i København, 1966-70, 1972.
- 1967 Oxford, England og Essex, England 1967 sammen med elever på Richard Mortensens skole, samt Humlum Kunstcenter, Jylland, Semper Ardens, Bremerholm, København.
- 1968 Bruxelles, Belgien. Den Danske Uge i Glasgow, Skotland. Elever fra Det Danske Kunstakademi sammen med Richard Mortensen 1968 Vandreudstilling til Mos i Norge, Lunds Konsthal i Sverige samt Helsinki, Finland 1968-69
- 1969 Efterårsudstillingen, Charlottenborg, København. Operahuset i Warszawa, Polen. Galleri West Point, Esbjerg. Lien, Slettestrand, Jylland
- 1971 Mini-udstilling, Nikolaj Kirke i København. Kammeraternes Udstilling, Den Frie i København. New Art Gallery i Odense. Schweizisk-Dansk Surrealisme, Gladsaxe Teater.
- 1972 Vandreudstilling 30 skoler og institutioner, arrangeret af Københavns Kommunes Kunstfond. Gæst på dukke-udstilling, Galleri Rubin og Magnussen, København.
- 1973 Udstillingshuset Næstved. Haslev Teknikum, Haslev.
- 1975 Stadsbiblioteket i Lyngby. Galleri Börjeson AB, Malmö, Sverige. Køge Galleriet, Køge. Meyers Galleri, Esbjerg.
- 1976 International Surrealist Exhibition, Chicago, USA. Gæst på “Artister-Gøgler-Musikanter” i Galleri Rubin og Magnussen, København. Galleri Svaneke, Bornholm.
- 1977 Lilla Galleriet, Eslöv, Sverige.
- 1978 Ballerup Rådhus.
- 1979 Galleri Ippon, Malmö, Sverige.
- 1980 Sveagalleriet i Stockholm, Sverige.
- 1982 Skovhuset, Værløse.
- 1983 Udstilling hos Guldsmed & Juvelér Ole W. Jacobsen, København, 1983, 1984.
- 1985 Galleri Jedig, København 1985, 1987.
- 1987 Brøndbyøster Skole, 1987, 1988. LFS Fagforening, 1987, 1994.
- 1988 Galleri Ti, CIRRUS, Vestjysk Kunstforening.
- 1989 Amtsgården, CIRRUS, Roskilde Kunstforening. “Afdækninger”, CIRRUS, Æglageret, Holbæk. Teknologisk Institut i Tåstrup. Café Front Page, København, 1989-96; Socialcenterets Personaleforening, København. Husligt Arbejder Forbund, København.
- 1990 Skovlundegård, CIRRUS, Skovlunde. Ballerup Kunstforening. L. M. Ericsson, Brøndby/Glostrup
- 1991 Mjällby Konstgård, CIRRUS, Halmstad, Sverige. Imago Artis, CIRRUS, København. Galerie Stender, CIRRUS, Roskilde. Meyers Galleri, separat, Esbjerg. Galleri Catalpa, separat, Nykøbing F. 1991,1996. Hjemmeplejens Frokoststue, Invalidehuset, Ryvang, København 1990, 1991, 1992;
- 1992 Værkstedet, separat, Sigbrits Allé, Amager.
- 1993 Udstilling hos Tandlæge Kann Rasmussen Kornø, Classensgade, København.
- 1994 Marienlyst Slot, CIRRUS, Helsingør. Medborgerhuset GIMLE, Islands Brygge. Bartof Café, Frederiksberg. AOF-arbejdernes Oplysningsforbunds Hovedsæde, København.
- 1995 ”Fantastiske billeder” på Centralbiblioteket, Nykøbing Falster. Skovlundegård, Skovlunde, Ballerups Kunstforening, separat, 1990,1995.
- 1996 Galleri 108, CIRRUS, Roskilde. Filosofgangen, CIRRUS, Odense. Café Blågaards Apotek, Kbh.
- 1997 Udstillingsbygningen Kastet, Thisted. Café Diamanten, Frederiksberg 1997, 1998. Udstilling med 4 medlemmer af CIRRUS i Det Russiske Kulturhus, København.
- 1998 Vestegnens Handelsskole, Albertslund.
- 1999 Handelsskolen, Ishøj. Galleri Jungersted & Brostrøm, Frederiksberg, separat 1999, 2002; Galleri Havblik v/ Anne-Mette & Lars Akhøj Ibsen, Asnæs Indelukke, separat, 1998, 1999, 2000, 2001, 2002.
- 2001 Galleri Musafälden, Malmö, Sverige.
- 2002 “Ama’rkansk” lejlighedsudstilling hos Martin Akhøj Ibsen, Amager, 2001-02. Udstillingen “FANTASI”, Mortensen & Markman, København. Handelsskolen Tåstrup. Handelsskolens Bibliotek i Tåstrup 2001-02;
- 2005 Rødovre Bibliotek, separat. Galleri Brænderigården, Horsens.
- 2009 Städtische Galerie Spreyer, Tyskland.
- 2010 Bremers Galleri, Ringe. Mexicansk Take Away, København.
- 2012 CIRRUS på Annaborg, Hillerød
- 2016 CIRRUS Surrealisterne 50 års jubilæumsudstilling, Farum Kulturhus.
- 2020 Den Vågne Drøm, Sophienholm, Kgs. Lyngby
- 2020 Den Vågne Drøm, reprise, Davis Gallery Bredgade, København
- 2021 Kunstudstillingen LF, Ridehuset ved Reventlow-Museet Pederstrup.
- 2022 Helleruplund Kunstforening, sognehuset, 5.-26. marts 2022.
- 2023 Kunstudstillingen LF, Ridehuset ved Reventlow-Museet (mindeophængning)
- 2025 Janus - Museum for Samtidskunst, gruppeudstillingen De skæve, de skøre og de virk’li’ sjove, 7. februar - 19. oktober 2025

## Repræsenteret
- Irma Bærepose nr. 19 - ca. 1970
- Katedralskolen Nykøbing Falster
- Vestjyllands Kunstmuseum - Janus Bygningen, Tistrup ved Varde - fra 2025 Janus - Museet for samtidskunst.

Herudover er der solgt til kunstforeninger og private i Danmark, Tyskland, Sverige mv.

## Stipendier og udmærkelser
- Legater fra Hammann 1969
- Gerda Iversen 1970
- J.R. Lund 1971
- Heerup Legatet 1975 [1]

### Kataloger
- Ulf Gudmundsen skriver om to udstillinger med Cirrus, Mjällby Kunstgård, Halmstad Sverige og Imago Artis, Nørregade 7C, København, i North Information no 203, 1991.
- Bente Hammershøy Om Børge i Kunstnersammenslutningen Cirrus - katalog til 50 års-jubilæumsudstilling i Farum Kulturhus, 2016
- Den Vågne Drøm - surrealistisk, metafysisk samtidskunst. Lyngby Kunstforenings vinterudstilling på Sophienholm 2020. Tekst af Inge Schjødt og af kunstnerne. Tilrettelagt af Aleksander Kosmala, 2020.

### Anmeldelser / omtaler
- Dagbladet Aktuelt 13.9.1963 (Preben Wilmann);
- Land og Folk 18.9.1963;
- Ny Dag 30.1.1991. [jf weilbachs]
- KøbenhavnLiv, 18.6.2023 (André Bentsen)